# イージーパレット
イージーパレットはKDDIおよび沖縄セルラー電話がau携帯電話用に発売したASCII配列のキーボードである。

## 概要
イージーパレットは携帯電話の漢字かな変換機能が未成熟だった時期に、少しでも文字入力の行い辛さを軽減するために開発されたau携帯電話向けのキーボードである。現在までに2種類のモデルが発売されており、ともに同社cdmaOne向けの製品となっている。似た製品にDoCoMo携帯電話用のiボードがあるが、同社の現行端末には、これに対応できる製品は既に無く、イージーパレットは非公式ながら端子部の微改修を行う事により、多くの現行製品CDMA 1X WINにも対応できるという点で大きな相違がある。

## 種類
イージーパレットH
2000年にau初のカラー液晶搭載端末として発表された日立製作所のC309Hと同時に発売された同機種専用キーボードである。C309HはイージーパレットHのみの操作で、EZWebやメールの受送信まで全ての操作が行える事を売り物にしていた。キーボード本体は日立が供給し、KDDIおよび沖縄セルラー電話が発売していたが、製品そのものはミツミ電機のOEMであった。設定色はパールホワイトのみ。両手を使ってタッチタイプが行える様、携帯電話を固定するための硬質ゴムベルトが背面に取り付けられていた。また、このベルトは携帯電話に接続しない際の端子部分の固定具を兼ねていた。当時の小売価格は3,400円であった。
イージーパレット
イージーパレットHがC309H専用であったのに対し、イージーパレットはcdmaOne汎用となった。初期の公式対応機種はC401SAおよびC404Sであった。本体色は半透明のピンクのみの設定である。イージーパレットH同様にミツミ電機のOEM製品である。当時の小売価格は2,000円であった。